# Björneborgs Mekaniska Verkstad

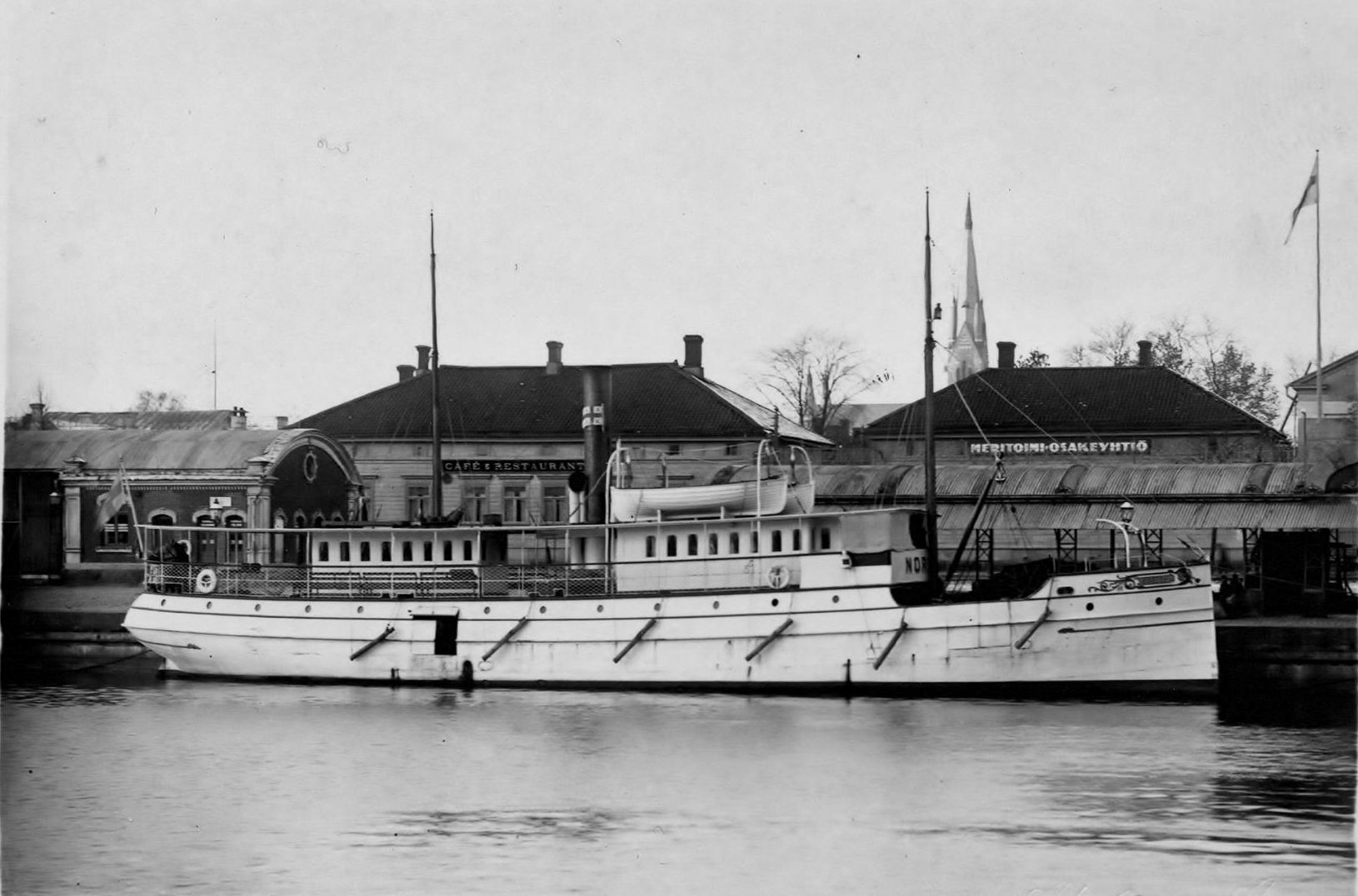
S/S Norden, byggd 1884

Björneborgs Mekaniska Verkstad (finska: Porin Konepaja) var ett finländskt verkstadsföretag i Björneborg. Det grundades 1858 av Carl Anton Björnberg (1821–1866), en handlande från Björneborg, och Karl Johan Lönegren (1823–1895), en advokat som förvärvade Fredriksfors bruk i Leineberg samma år. Det hörde till stadens första egentliga industrier med gjuteri och mekanisk verkstad. Under åren växte företaget till ett av Finlands viktigaste företag inom området och tillverkade produkter från stekpannor till fartyg. 
I slutet av 1800-talet var företaget nära konkurs och övertogs av Oy W. Rosenlew Ab. Verkstaden utökade sin tillverkning till bland annat ångmaskiner och sågar, fartyg, värmeanläggningar, förbränningsmotorer, skördetröskor och andra maskiner för jord- och skogsbruket samt hushållsartiklar. 
Vid Verkstadsstranden i Björneborg fortsatte tillverkning av fordonsdelar i Componentas gjuteri och skördetröskor av Sampo-Rosenlew Oy samt i några år av hushållsmaskiner av Electrolux.
Tornspiran på Centrala Björneborgs kyrka är gjuten på Björneborgs Mekaniska Verkstads gjuteri.

## Bildgalleri

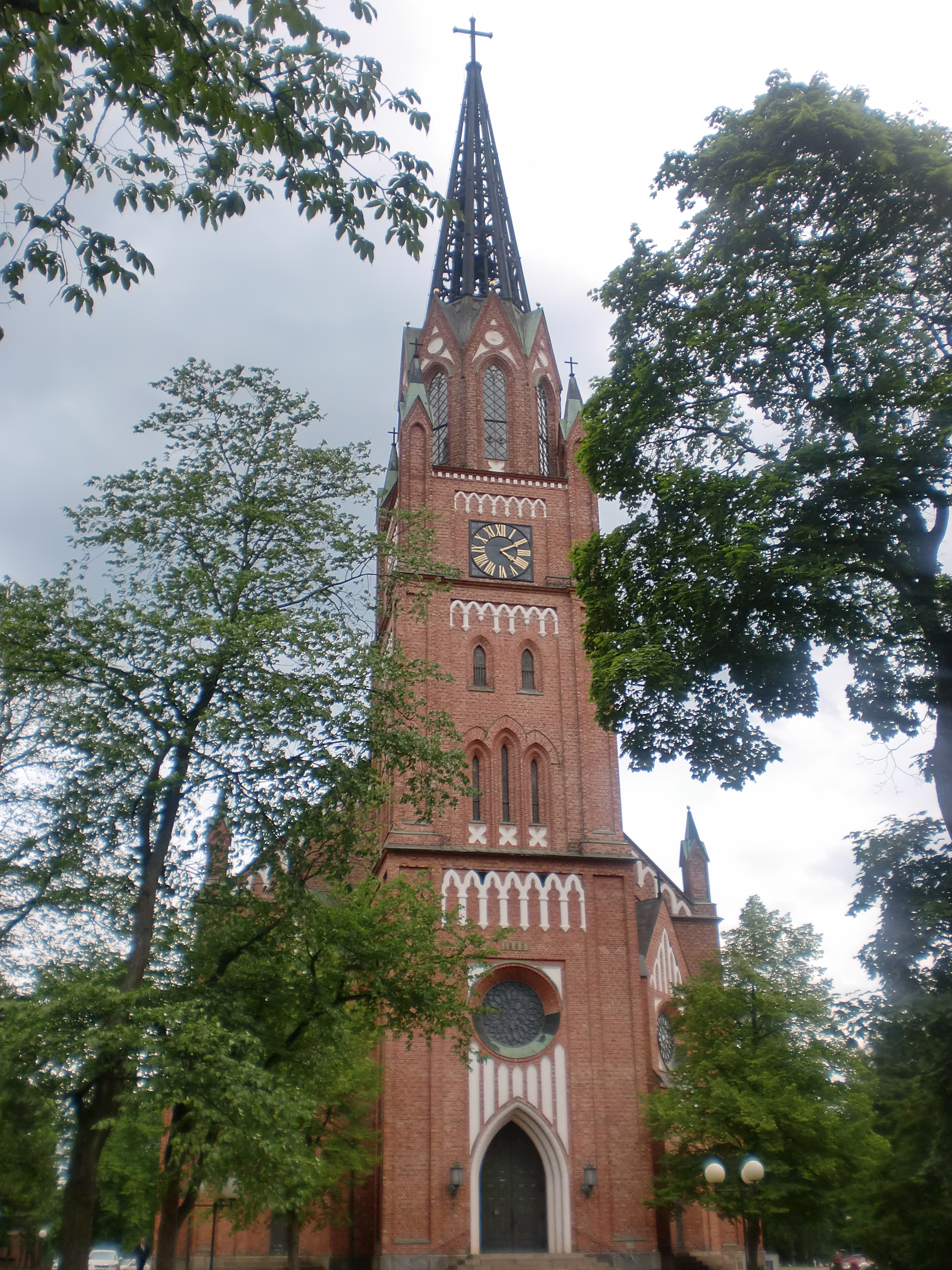
Centrala Björneborgs kyrka med tornspira gjuten på Björneborgs Mekaniska Verkstad. 1859–1863
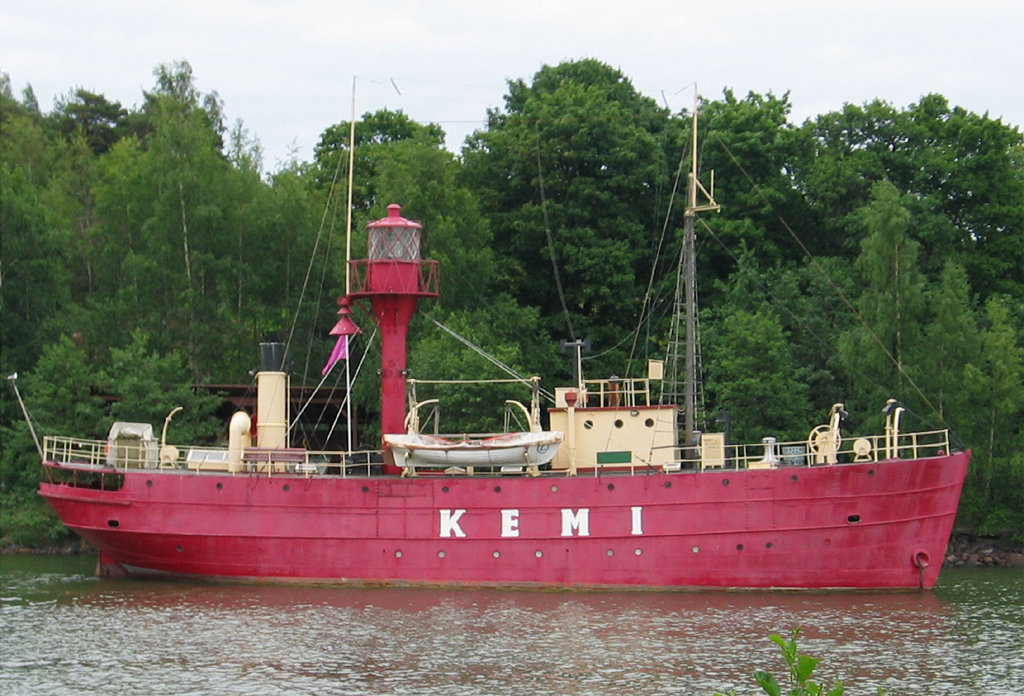
Fyrskeppet Kemi, byggt 1901
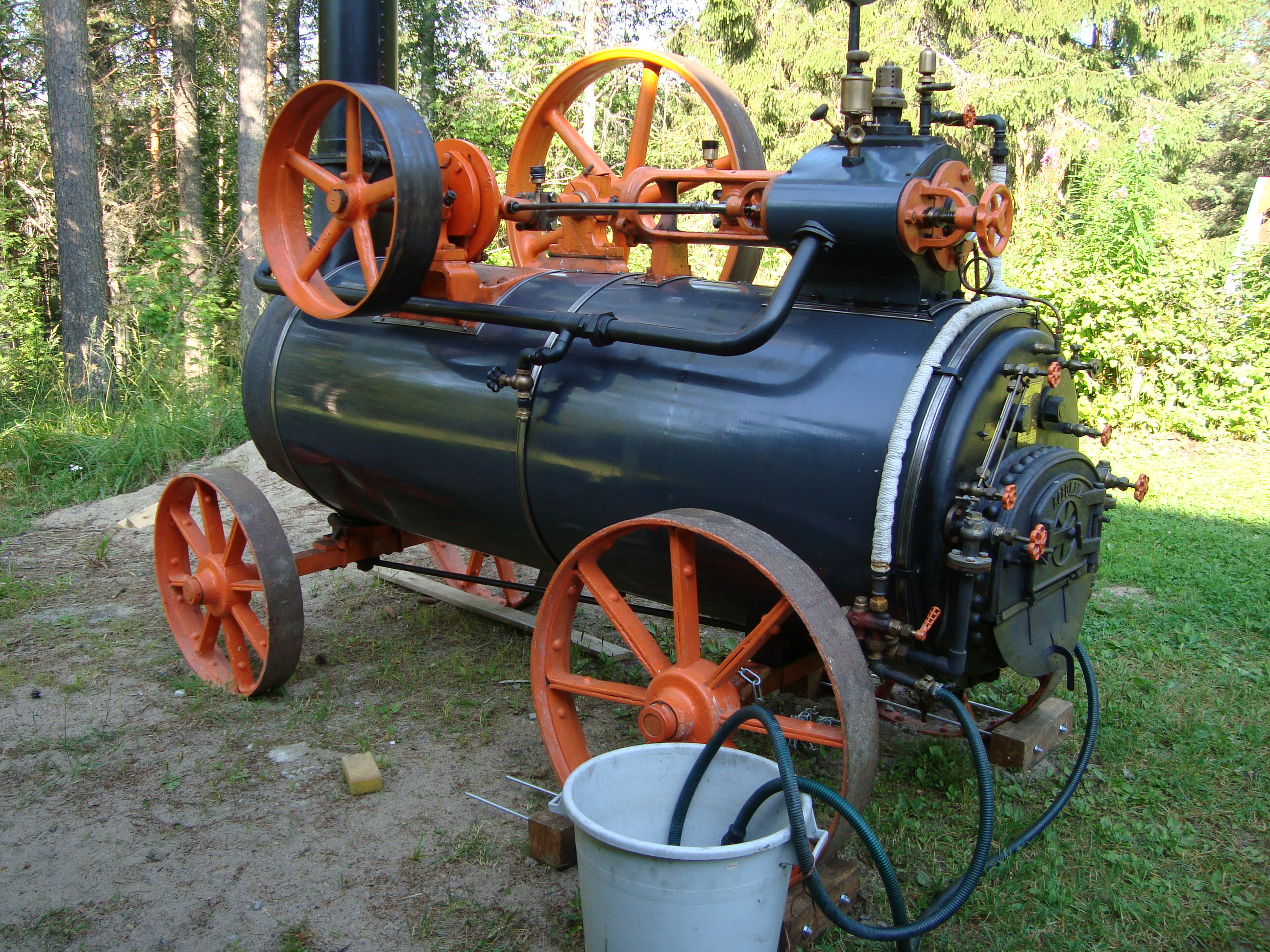
Lokomobil från 1913
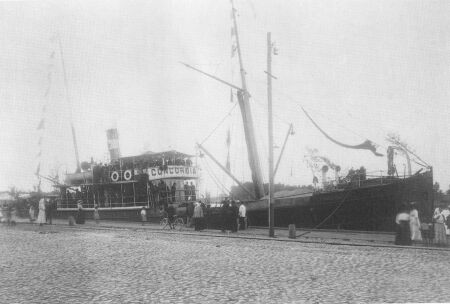
S/S Concordia, 1885